# 488 Kreusa
488 Kreusa eller 1901 JG är en asteroid i huvudbältet, som upptäcktes 26 juni 1902 av den tyske astronomen Max Wolf och den italienske astronomen Luigi Carnera. Den är uppkallad efter någon av alla Kreusa i grekisk mytologi.
Asteroiden har en diameter på ungefär 168 kilometer.